# Wspólnota administracyjna Schwaigern
Wspólnota administracyjna Schwaigern – wspólnota administracyjna (niem. Vereinbarte Verwaltungsgemeinschaft) w Niemczech, w kraju związkowym Badenia-Wirtembergia, w rejencji Stuttgart, w regionie Heilbronn-Franken, w powiecie Heilbronn. Siedziba wspólnoty znajduje się w mieście Schwaigern, przewodniczącym jej jest Johannes Hauser.
Wspólnota zrzesza jedno miasto i jedną gminę wiejską:
- Massenbachhausen, 3 504 mieszkańców, 8,76 km²
- Schwaigern, miasto, 11 019 mieszkańców, 49,50 km²